# Улица Василия Зайцева
Улица Васи́лия За́йцева (до 1965 года — Бессара́бская улица) — улица в жилом районе «Привокзальный» Ленинского административного района города Ижевск. Проходит от Южной улицы до границы города. Нумерация домов начинается на Южной улице.

## История
Ещё в начале XX века на месте нынешней улицы Зайцева стоял сосновый лес. Однако в результате быстрого роста Ижевска в 30-е годы лес на южной окраине города постепенно вытеснялся жилой застройкой. Одна за другой вырастали здесь новые улицы, одна из которых с 1941 года стала известна под именем Бессарабская улица — вероятно в память о состоявшемся годом ранее присоединении Бессарабии к СССР. Застраивалась улица быстро, дома ставили близко друг к другу. Среди жителей новой улицы было много татар.
28 апреля 1965 года, накануне празднования 20-летия победы советского народа в Великой Отечественной войне, исполком Горсовета постановил переименовать улицу в честь Героя Советского Союза, уроженца удмуртской деревни Верхняя Лудзя Василия Петровича Зайцева. Родная деревня героя расположена неподалёку — в 17 км к юго-западу от конца улицы.

## Описание
Улица располагается в юго-западной части Ижевска, на юге Ленинского района. Пролегает по территории 1-го и 2-го микрорайонов Привокзального жилого района. Начинается напротив дома № 36 по Южной улице и следует от неё в направлении на юг. Пересекает Трамвайную, Тракторную, Сибирскую, Московскую, Станочную улицы, затем улицы Юннатов, Мусы Джалиля, Литовскую, Вологодскую, Фурманова и Минскую. Заканчивается улица Василия Зайцева у лесополосы, отделяющей 1-й Привокзальный микрорайон от деревни Пирогово Завьяловского района Удмуртии.
Улица полностью застроена частными жилыми домами, которых здесь насчитывается около 70. Дома внешне не похожи друг на друга, у каждого есть свои особенности. Большинство стоят здесь ещё со времени застройки улицы — в основном, это небольшие деревянные избы, украшенные резными наличниками, с узорами на ярких воротах. Встречается на улице и немало современных кирпичных домов.

## Транспорт
На перекрёстке с Московской улицей находится остановка «Улица Зайцева» маршрутного такси № 71 (ранее — автобуса № 1). Однако по самой улице маршруты городского транспорта не проходят.
Ближайшие остановки:
- к началу и середине улицы — «Ижевская соборная мечеть», «Улица Тракторная» (автобусы № 9, 11, 73, маршрутка № 341)
- к концу улицы — «Улица Фурманова» (автобусы № 11, 319, 327, 358, маршрутки № 71, 341).